# Ferdinando Bonazzi (organista)
Ferdinando Bonazzi (Milano, 1764 – Milano, 18 novembre 1845) è stato un organista e compositore italiano.

## Opere
- Suonata a due organi (in Do minore)
- Suonata a Organo e Clavicembalo